# Territori indígena i parc nacional Isiboro-Secure
El Territori indígena i parque nacional Isiboro-Sécure (TIPNIS)és una àrea protegida de Bolívia, creat com a parc nacional mitjançant DS 7401 del 22 de novembre de 1965 i declarat Territori Indígena a través del DS 22610 del 24 de setembre de 1990, gràcies a les lluites reivindicatives dels pobles indígenes de la regió. Té aproximadament 1.236.296 ha (12.363 km²) i està situada en la zona d'alta diversitat biològica incorporant quatre formacions vegetals importants exactament emplaçada en la faixa subandina, sent després del parc nacional Madidi una de les regions amb major biodiversitat mundial. El naturalista francès Alcide D'Orbigny va explorar la regió del TIPNIS durant el segle xix i l'esmenta com "la selva més bella del món".

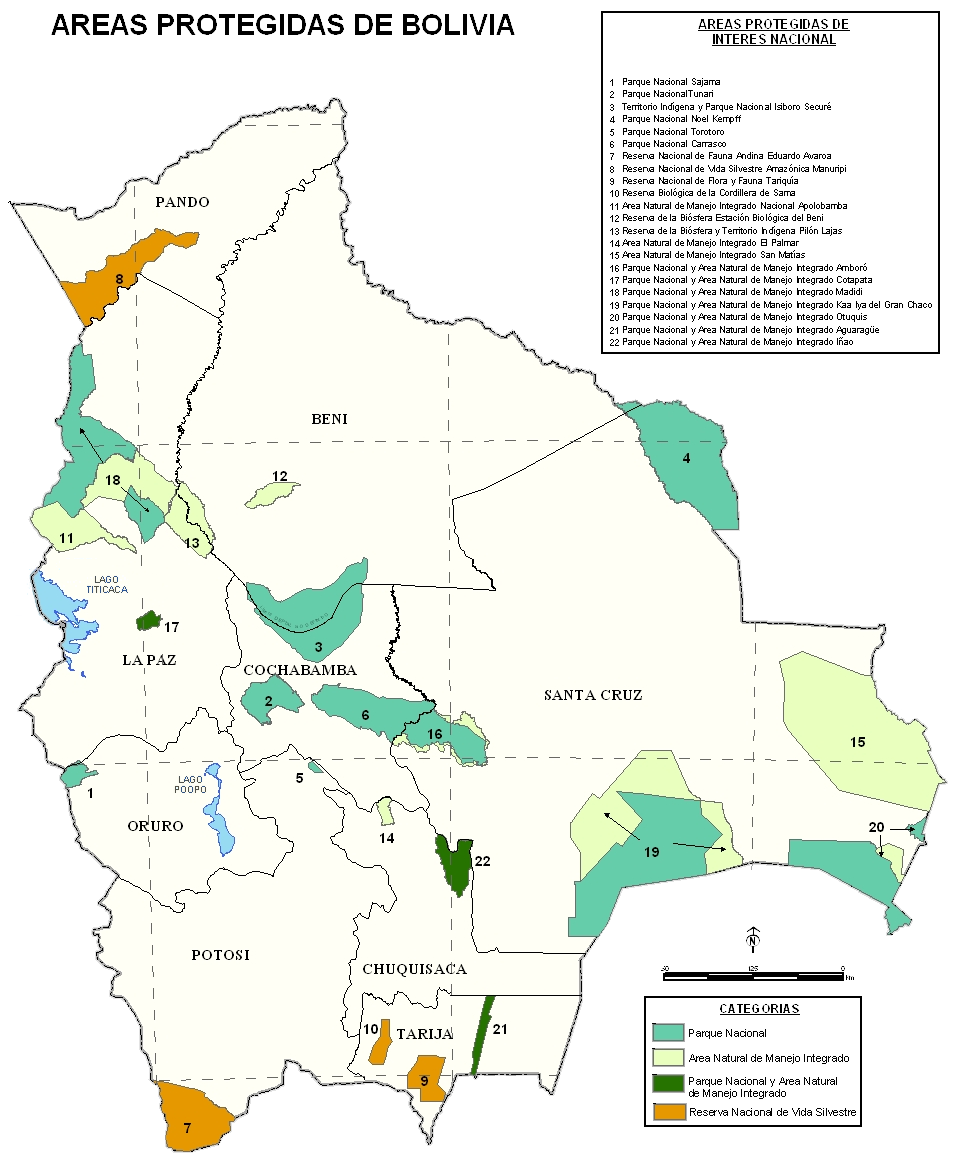
Situació del parc a Bolívia

Està situat entre els departament del Beni (província de Moxos) i Cochabamba (província de Chapare i Ayopaya). Els municipio inclosos són San Ignacio de Moxos i Loreto al Beni, i Villa Tunari i Morochata a Cochabamba.

## Clima
El clima varia segons el gradient altitudinal, des de temperat a fred, en les parts altes, fins a càlid, en les terres baixes. La temperatura mitjana anual va des dels 15 °C  en la regió muntanyenca, fins als 32 °C  al peu de muntanya i la plana boscosa (part central), i els 25 °C  en la plana o pampes de Moxos (sector Nord).

### Precipitació pluvial
Els valors de precipitació anual també fluctuen segons les zones, variant des dels 1900 mm en la part Nord (confluència del riu Isiboro i riu Sécure) fins als 3500 mm en els voltants de Port Patino (límit Sud-est), amb un 80% de l'àrea compresa en un rang de 2000 a 3000 mm de precipitació mitjana anual.
En els mesos d'hivern passen fronts freds, amb la qual cosa les precipitacions són molt baixes.

### Rang altitudinal
El seu rang altitudinal oscil·la entre els 180 i 3000 msnm, amb una altura mitjana de 300 a 400 msnm. Presenta una variada fisiografia a causa de la seva ubicació transicional entre les Regions muntanyenques Subandines i els llanos de Moxos. La part Sud i Oest de l'Àrea és essencialment muntanyenca i d'abruptes pendents i inclou les Regions muntanyenques de Mosetenes i Sejeruma com a contraforts del Subandí.

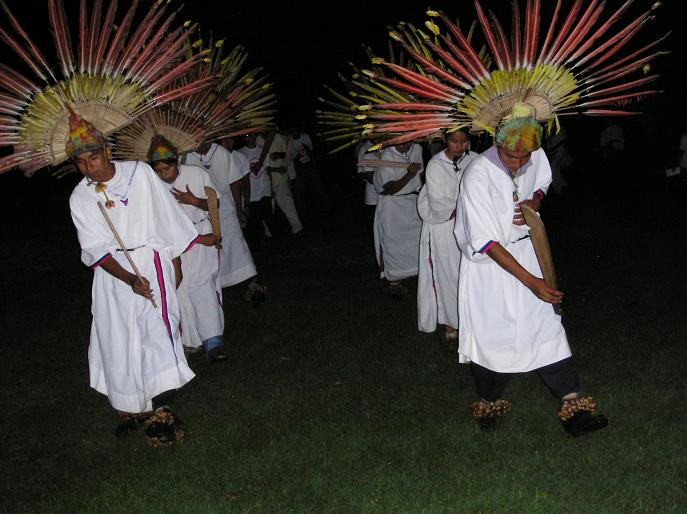
El ball dels macheteros és típic del Beni, Bolívia, en el Territori Indígena-parc nacional Isiboro-Sécure (en 2004).

## Conca
L'àrea pertany a la subcuenca amazònica del riu Mamoré, representada per un dels seus afluents principals que és el riu Sécure. A aquest últim desemboca principalment el riu Isiboro, el qual té diversos afluents de regular importància. Els rius Sécure i Isiboro estan situats respectivament al nord i al sud del TIPNIS; els dos són navegables. El riu Ichoa, afluent del Isiboro, solca el TIPNIS per la seva part central i rep diversos afluents menors.
Correspon a les subregions biogeogràfiques de Bosc Humit Muntanyenc de Yungas i de Bosc Humit del Madeira.

### Rius Isiboro, Sécure i Ichoa
Són els principals eixos de comunicació de l'àrea, a través dels quals s'accedeix als atractius. Conformen part del paisatge que s'observa durant el recorregut i la via per a l'activitat de navegació. És a més el mitjà on s'observa gran part de la fauna, destacant-se el dofí rosat o d'aigua dolça.

### Laguna Bolívia
La llacuna Bolívia és un dels millors llocs per a observació de vida silvestre. L'accés a la llacuna es realitza per via fluvial, entrant pel rierol Negre des del Sécure, en època d'aigües altes, i per terra, a peu o a cavall, des de les comunitats de Dulce Nombre o Limoncito.
- Fluvial: ni a Puerto Varador ni a Puerto San Francisco s compta amb un port formal per a l'embarcament de turistes.

- Camí: l'únic camino carreter existent és el que travessa l'àrea colonitzada, en el sud, des de Isinuta fins a la comunitat d'Aroma. El camí és utilitzat per a l'extracció dels productes agrícoles i com a via de comunicació entre comunitats.

## Flora
Es van registrar 402 espècies de flora i s'estima l'existència de 3000 espècies de plantes superiors. L'extraordinària diversitat florística inclou espècies com el vern (Alnus acuminata), el pi de muntanya (Podocarpus spp.), la noguera (Juglans boliviana, els cedres (Cedrela lilloi i Cedrela odorata), la mará (Swietenia macrophylla), el pal maria (Calophyllum brasiliense) i el tajibo (Tabebuia). Es destaquen les palmes com l'asaí (Euterpe precatoria), les jatates (Geonoma deversa, Geonoma spp.), la palma (Dictyocaryum lamarckianum) i la palma reial (Mauritia flexuosa) que forma extensos palmars en zones inundades de bosc.

## Fauna
La fauna és igualment molt diversificada. Entre les espècies destaquen: el jucumari (Tremarctos ornatus), el pejichi (Priodontes maximus), el marimono (Ateles paniscus), el manechi (Alouatta seniculus), la londra (Pteronura brasiliensis), el jaguar (Panthera onca), el cérvol dels pantans (Odocoileus dichotomus), l'harpia (Harpia harpyja), l'ànec negre (Catrina moschata), ocells endèmics (Myrmotherula grisea, Grallaria erythrotis), chancho de trota, dofí de riu, ocells amenaçats (Terenura sharpei, A. mpeuon rufaxilla), la peta de riu (Podocnemis unifilis) i el caiman negre (Melanosuchus niger).
Alberga més de 992 espècies d'ocells, 218 espècies de mamífers, 131 espècies de rèptils i 157 espècies d'amfibis sent el tercer parc a nivell mundial en termes de biodiversitat i quantitat d'espècies només superat pel parc nacional i Àrea Natural de Maneig Integrat Madidi (Plantilla:Ord lloc) i el parc nacional del Manu (2n) al Perú.

## Carretera pel TIPNIS
En 2010 es va anunciar la construcció d'una carretera que uniria Villa Tunari, al departament de Cochabamba, amb San Ignacio de Moxos, al departament de Beni, que passaria directament pel TIPNIS.
El projecte de carretera va causar la mobilització d'organitzacions defensores del medi ambient, per a evitar l'impacte negatiu de la carretera sobre equilibri ecològic de la zona.
Els sub central de pobles indígenes va expressar la seva posició a través d'un pronunciament. A més, es va rebutjar l'ingrés de cocaleros del Chapare, que agreujarien la desforestació de la reserva.
El debat sobre quina mena de desenvolupament necessita el TIPNIS i els seus habitants, segueix actiu.